# Liste frühmittelalterlicher Burganlagen in Hamburg und Schleswig-Holstein
Die Liste frühmittelalterlicher Burganlagen in Hamburg und Schleswig-Holstein enthält friesische, sächsisch-fränkische und abodritische Burgen (Ringwälle) und dänische Befestigungen, die überwiegend im Frühmittelalter, aber auch noch bis ins frühe Hochmittelalter hinein, auf dem Gebiet der heutigen Bundesländer Hamburg und Schleswig-Holstein errichtet wurden.
Der Beginn des Burgenbaues ist im Kontext mit den Veränderungen und ethnischen Umgruppierungen im Verlaufe des 8. und 9. Jahrhunderts zu sehen. In den Zeitraum vom 8. bis zum frühen 12. Jahrhundert fällt die Entstehung von zahlreichen Burgen.
Slawische Stämme hatten ab 700 n. Chr. den südöstlichen Teil Holsteins in Besitz genommen. Im Landesteil Schleswig konsolidierte sich eine dänische Bevölkerung an der Schlei. Im Nordseeküstenraum waren Friesen eingewandert. Ende des 8. Jahrhunderts wurde der Raum der nordalbingischen Sachsen in die fränkische Sphäre einbezogen und der westliche Teil Holsteins bis zur Eider um 810 dem fränkischen Reich einverleibt. Mit der Erbauung der Domburg in Hamburg und der Errichtung der fränkischen Burg Esesfelth am Westrand von Itzehoe findet dieses Ereignis seinen Ausdruck. Wahrscheinlich wurde noch während der Regierungszeit Karls des Großen eine Grenze zwischen den Sachsen und Slawen festgelegt, der Limes Saxoniae, dessen Verlauf Adam von Bremen im 11. Jahrhundert beschrieb. Er verlief als Ödlandzone von Kiel über Bad Segeberg, begleitete den Travelauf bis Bad Oldesloe und führte über die Billequelle bis an die Elbe in der Gegend von Lauenburg. Diese Grenze folgte natürlichen Geländeeinschnitten. 
Die Burgen Holsteins sind sich in ihrem Äußeren auf beiden Seiten des Limes ähnlich. Keine dieser Burgen ist in die ältere Frühgeschichte oder eine vorgeschichtliche Epoche datierbar. Beiden Bevölkerungen gemeinsam ist als vorherrschender Grundrisstyp der zumeist eintorige Ringwall mit einem durchschnittlichen Innenmaß von 80 bis 100 Metern. Der Kreis kann, wenn eine Anlehnung an einen Steilhang oder ein Gewässer Schutz bot, zum Halbkreiswall  reduziert sein. Eine nicht genau datierbare slawische Höhenburg bei Stöfs im Kreis Plön besteht aus zwei konzentrischen Halbkreiswällen. Mehreren sächsischen und slawischen Ringwällen sind einer oder mehrere gerade oder sichelförmig verlaufende Vorwälle vorgelagert, die eine Vorburg einschließen. Sie können einen von der Hauptburg isolierten Baukörper bilden oder sind mit einem oder beiden Enden mit dem Hauptburgwall verbunden. Im Ganzen gesehen scheint den Vorburgen im slawischen eine größere Bedeutung als im sächsischen Bereich zuzukommen. Im von Slawen besiedelten seenreichen Jungmoränengebiet liegen mehrere durch schwächere Wälle oder Palisaden befestigte Inselburgen (z. B. Warder, Plön und Eutin), die durch Brücken mit dem Lande verbunden waren.

## Liste
Burgen in Nordfriesland
- im Kreis Nordfriesland
  - 1. Tinnumburg, Gemeinde Sylt OT Tinnum, Insel Sylt, Kreis Nordfriesland
  - 2. Rantumburg (Ratsburg), Gemeinde Sylt OT Rantum, Insel Sylt, Kreis Nordfriesland
  - 3. Archsumburg, Gemeinde Sylt OT Archsum, Insel Sylt, Kreis Nordfriesland
  - 4. Lembecksburg bei Borgsum, Insel Föhr, Kreis Nordfriesland

Anlagen im Grenzgebiet zu Dänemark
- im Kreis Schleswig-Flensburg
  - 5. Danewerk und Kograben
  - 6. Haithabu

Sächsisch/Fränkische Burgen
- im Kreis Dithmarschen
  - 7. Bökelnburg in Burg, Kreis Dithmarschen
  - 8. Stellerburg bei Weddingstedt-Borgholz, Kreis Dithmarschen

- im Kreis Rendsburg-Eckernförde
  - 9. Befestigungsanlage, Borgdorf-Seedorf, Kreis Rendsburg-Eckernförde (in Spuren erhalten)
  - 10. Margarethenschanze in Einfeld, Kreis Rendsburg-Eckernförde
  - 11. Rendsburg, Kreis Rendsburg-Eckernförde (Anlage verschwunden)

- im Kreis Steinburg
  - 12. Kaaksburg, Kaaks, Kreis Steinburg
  - 13. Fränkische Burg Esesfeld westlich Itzehoe, Kreis Steinburg (fast eingeebnet)
  - 14. Wallberg, Willenscharen, Kreis Steinburg

- in der kreisfreien Stadt Neumünster
  - 15. Wittorfer Burg, Wittorf, Stadtkreis Neumünster

- im Kreis Segeberg
  - 16. Hitzhusen, Kreis Segeberg (stark eingeebnet)
  - 17. Ulzburg, Kreis Segeberg (eingeebnet, keramikdatiert)

- in Hamburg
  - 18. Hammaburg (Domburg) in Hamburg-Altstadt, (überbaut) (ferner in der Altstadt Neue Burg, Bischofsburg, Alsterburg und Wiedenburg)
  - 19. Spökelburg, Hamburg-Billstedt
  - 20. Burg auf dem Süllberg, Hamburg-Blankenese
  - 21. Harburg (Horeburg), Hamburg-Harburg
  - 22. Burg auf dem Falkenberg, Hamburg-Hausbruch
  - 23. Mellingburg in Hamburg-Sasel (eingeebnet, evtl. frühgeschichtlich)
  - 24. Rönneburg (Runneborge), Hamburg-Rönneburg
- Im Kreis Herzogtum Lauenburg
  - 25. Ertheneburg an der Elbe, Artlenburg gegenüber, in der Gemeinde Schnakenbek, Kreis Herzogtum Lauenburg (evtl. identisch mit dem für 822 belegten Kastell Delbende; vom 11.–12. Jahrhundert Grafensitz)

Slawische Burgen
- im Kreis Ostholstein
  - 26. Burg auf Fehmarn, Kreis Ostholstein (eingeebneter Ringwall)
  - 27. Farver Burg, Wangels OT Grammdorf, Kreis Ostholstein
  - 28. Grube, Kreis Ostholstein (eingeebnet)
  - 29. Oldenburger Wall, Oldenburg in Holstein, Kreis Ostholstein
  - 30. Puttgarden Fehmarn, Kreis Ostholstein (eingeebneter Ringwall)
  - 31. Sipsdorfer Schanze, Lensahn OT Sipsdorf, Kreis Ostholstein
  - 32. Süseler Schanze am Süseler See, Kreis Ostholstein
  - 33. Utin oder Fasaneninsel, Eutin, Kreis Ostholstein (befestigte Insel)
  - 34. Katzburg bei Hassendorf, Kreis Ostholstein
  - 35. Blocksberg (Pansdorf) (Pansdorfer Schanze), Pansdorf, Kreis Ostholstein
  - 36. Ukleiwall, Eutin OT Sielbeck, Kreis Ostholstein
  - 37. Burganlage auf dem Bischofswarder bei Bosau, Kreis Ostholstein
  - 38. Inselburg im Binnenwasser, Neustadt in Holstein, Kreis Ostholstein

- im Kreis Plön
  - 39. Belauer Burg, Belau, Kreis Plön
  - 40. Burgwall, Giekau OT Seekrug/Fresendorf, Kreis Plön
  - 41. Olsborg bei Plön, Kreis Plön (befestigte Insel)
  - 42. Scharstorfer-Burg/-Ringwall, Schellhorn OT Scharstorf, Kreis Plön
  - 43. Hochborre, Blekendorf OT Sechendorf, Kreis Plön
  - 44. Stöfs I (Alte Burg), Behrensdorf (Ostsee) OT Stöfs, Kreis Plön
  - 45. Stöfs II, Behrensdorf (Ostsee) OT Stöfs, Kreis Plön

- im Kreis Segeberg
  - 46. Stipsdorfer Schanze, Stipsdorf, Kreis Segeberg (eingeebneter Ringwall)
  - 47. Warder (befestigte Insel mit schwachen Wallresten), Kreis Segeberg
  - 48. Burgwall Strenglin, Pronstorf OT Strenglin/Schlichtrott, Kreis Segeberg
  - 49. Leezen, Kreis Segeberg (befestigte Insel, schwach sichtbare Wallreste)
  - 50.  Burgwall Klein Gladebrügge (Ohlenborg), Klein Gladebrügge, Kreis Segeberg

- in Lübeck
  - 51. Pöppendorfer Ringwall, Pöppendorf, Lübeck
  - 52. Alt-Lübeck (Liubice) bei Bad Schwartau, Lübeck
  - 53. Buku, Stadtgebiet Lübeck (eingeebnet)

- im Kreis Stormarn
  - 54. Nütschauer Schanze, Nütschau, Kreis Stormarn (möglicherweise Burg des Limes Saxoniae)
  - 55. Alt-Fresenburg bei Bad Oldesloe, Kreis Stormarn

- im Kreis Herzogtum Lauenburg
  - 56. Steinburg, Panten OT Hammer, Kreis Herzogtum Lauenburg
  - 57. Racesburg, Ratzeburg, Kreis Herzogtum Lauenburg (eingeebneter Ringwall)
  - 58. Marienhöhe bei Farchau, Kreis Herzogtum Lauenburg
  - 59. Oldenburger Wall bei Horst, Kreis Herzogtum Lauenburg
  - 60. Sirksfelder Schanze bei Sirksfelde, Kreis Herzogtum Lauenburg
  - 61. Runwall bei Kasseburg, Kreis Herzogtum Lauenburg (stark eingeebnet)
  - 62. Burgwall Kittlitz, Kittlitz, Kreis Herzogtum Lauenburg
  - 63. Burgwall Klempau, Klempau, Kreis Herzogtum Lauenburg
  - 64. Burgwall Duvensee, Duvensee OT Duvensee-Wall, Kreis Herzogtum Lauenburg (völlig eingeebnet)